# O Ateliê de Luzia - Arte Rupestre no Brasil
O Ateliê de Luzia – Arte rupestre no Brasil (em inglês, Luzia's Atelier – Rock art in Brazil), documentário de 2003 dirigido por Marcos Jorge e produzido por Cláudia da Natividade, traça um amplo panorama das pesquisas arqueológicas desenvolvidas no país e mostra as grandes cidades como cenários para uma nova arqueologia da imagem.

## Prêmios
O projeto venceu o prêmio de produção do programa Rumos Cinema e Vídeo 2001, do Instituto Itaú Cultural, e foi viabilizado através da Lei de Incentivo à Cultura do Ministério da Cultura do Brasil. Recebeu ainda o apoio cultural da Cinema Animadores, da Finotti Comunicação, dos Estúdios Mega e dos Estúdios Banda Sonora SP.